# WiMAX
WiMAX (англ. Worldwide Interoperability for Microwave Access) — телекоммуникационная технология, разработанная с целью предоставления универсальной беспроводной связи на больших расстояниях для широкого спектра устройств (от рабочих станций и портативных компьютеров до мобильных телефонов). Основана на стандарте IEEE 802.16, который также называют Wireless MAN (англ. wireless metropolitan area networks), таким образом, WiMAX фактически является коммерческим наименованием этой технологии, возникшим в связи с названием WiMAX Forum — организации, которая была основана в июне 2001 года с целью продвижения и развития технологии. Форум описывает WiMAX как «основанную на стандарте технологию, предоставляющую высокоскоростной беспроводной доступ к сети, альтернативный выделенным телефонным линиям и DSL». Максимальная скорость — до 1 Гбит/с на ячейку.
Технология WiMAX впитала достижения не только более простых технологий беспроводного доступа (WiFi), но и технологии сотовых сетей третьего поколения. С распространением мобильных сетей четвёртого и пятого поколений популярность технологии снижается, тем не менее, ряд построенных сетей продолжает развиваться и эксплуатироваться. В Южной Корее используется особая реализация технологии — WiBro.

## Область использования
WiMAX подходит для решения следующих задач:
- соединения точек доступа Wi-Fi друг с другом и другими сегментами Интернета;
- обеспечения беспроводного широкополосного доступа как альтернативы выделенным линиям и DSL;
- предоставления высокоскоростных сервисов передачи данных и телекоммуникационных услуг;
- создания точек доступа, не привязанных к географическому положению;
- создания систем удалённого мониторинга (monitoring системы), как это имеет место в системе SCADA.

WiMAX позволяет осуществлять доступ в Интернет на высоких скоростях, с гораздо большим покрытием, чем у Wi-Fi-сетей. Это позволяет использовать технологию в качестве «магистральных каналов», продолжением которых выступают традиционные DSL- и выделенные линии, а также локальные сети. В результате подобный подход позволяет создавать масштабируемые высокоскоростные сети в рамках городов.

## Целесообразность
Проблема последней мили всегда была актуальной задачей для связистов. К настоящему времени появилось множество технологий последней мили, и перед любым оператором связи стоит задача выбора технологии, оптимально решающей задачу доставки любого вида трафика своим абонентам. Универсального решения этой задачи не существует, у каждой технологии есть своя область применения, свои преимущества и недостатки. На выбор того или иного технологического решения влияет ряд факторов, в том числе:
- стратегия оператора, целевая аудитория, предлагаемые в настоящее время и планируемые к предоставлению услуги,
- размер инвестиций в развитие сети и срок их окупаемости,
- уже имеющаяся сетевая инфраструктура, ресурсы для её поддержания в работоспособном состоянии,
- время, необходимое для запуска сети и начала оказания услуг.

У каждого из этих факторов есть свой вес, и выбор той или иной технологии принимается с учётом всех их в совокупности..

### Фиксированный и мобильный варианты
Набор преимуществ присущ всему семейству WiMAX, однако его версии существенно отличаются друг от друга. Разработчики стандарта искали оптимальные решения как для фиксированного, так и для мобильного применения, но совместить все требования в рамках одного стандарта не удалось. Хотя ряд базовых требований совпадает, нацеленность технологий на разные рыночные ниши привела к созданию двух отдельных версий стандарта (вернее, их можно считать двумя разными стандартами).
Каждая из спецификаций WiMAX определяет свои рабочие диапазоны частот, ширину полосы пропускания, мощность излучения, методы передачи и доступа, способы кодирования и модуляции сигнала, принципы повторного использования радиочастот и прочие показатели. А потому WiMAX-системы, основанные на версиях стандарта IEEE 802.16 e и d, практически несовместимы.
802.16-2004 (известен также как 802.16d, фиксированный WiMAX и WiMAXpre) — спецификация, утверждённая в 2004 году. Используется ортогональное частотное мультиплексирование (OFDM), поддерживается фиксированный доступ в зонах с наличием либо отсутствием прямой видимости. Пользовательские устройства представляют собой стационарные модемы для установки вне и внутри помещений, а также PCMCIA-карты для ноутбуков. В большинстве стран под эту технологию отведены диапазоны 3,5 и 5 ГГц. По сведениям WiMAX Forum, насчитывается уже порядка 175 внедрений фиксированной версии. Многие аналитики видят в ней конкурирующую или взаимодополняющую технологию проводного широкополосного доступа DSL.
802.16-2005 (известен также как 802.16e и мобильный WiMAX) — спецификация, утверждённая в 2005 году. Это — новый виток развития технологии фиксированного доступа (802.16d). Оптимизированная для поддержки мобильных пользователей версия поддерживает ряд специфических функций, таких как хэндовер, idle mode и роуминг. Применяется масштабируемый OFDM-доступ (SOFDMA), возможна работа при наличии либо отсутствии прямой видимости. Планируемые частотные диапазоны для сетей Mobile WiMAX таковы: 2,3—2,5; 2,5—2,7; 3,4—3,8 ГГц. В мире реализованы несколько пилотных проектов, в том числе первым в России свою сеть развернул «Скартел». В Казахстане реализован проект FlyNet. Конкурентами 802.16e являются все мобильные технологии третьего поколения (например, EV-DO, HSDPA).
Основное различие двух технологий состоит в том, что фиксированный WiMAX позволяет обслуживать только «статичных» абонентов, а мобильный ориентирован на работу с пользователями, передвигающимися со скоростью до 150 км/ч. Мобильность означает наличие функций роуминга и «бесшовного» переключения между базовыми станциями при передвижении абонента (как происходит в сетях сотовой связи). В частном случае мобильный WiMAX может применяться и для обслуживания фиксированных пользователей.

### Широкополосный доступ
Операторы связи выбирают WiMAX, как правило, по экономическим соображениям, когда усложнено предоставление связи с использованием проводных технологиях и необходимо расширять спектр услуг, охватывать новые труднодоступные территории, быстро развёртывать и масштабировать сеть. Например, WiMAX был использован для того, чтобы предоставить доступ в Сеть выжившим после цунами, произошедшего в декабре 2004 года в Индонезии (Aceh) — вся коммуникационная инфраструктура области была выведена из строя и требовалось оперативное восстановление услуг связи для всего региона.

#### Пользовательское оборудование
Оборудование для использования сетей WiMAX поставляется несколькими производителями и может быть установлено как в помещении (устройства размером с обычный DSL-модем), так и вне его. Следует заметить, что оборудование, рассчитанное на размещение внутри помещений и не требующее профессиональных навыков, при установке, конечно, более удобно, однако способно работать на значительно меньших расстояниях от базовой станции, чем профессионально установленные внешние устройства. Поэтому оборудование, установленное внутри помещений, требует намного больших инвестиций в развитие инфраструктуры сети, так как подразумевает использование намного большего числа точек доступа.
С изобретением мобильного WiMAX всё больший акцент делается на разработке мобильных устройств, в том числе — специальных телефонных трубок (похожих на обычный мобильный смартфон) и компьютерной периферии (USB-радиомодулей и PC card).

### Сравнение с Wi-Fi
Часто сопоставляются технологии WiMAX и Wi-Fi, как из созвучия терминов, так из-за беспроводной общности; тем не менее, технологии направлены на решение совершенно различных задач:
| Технология               | Стандарт  | Использование     | Пропускная способность                          | Радиус действия                                            | Частоты                                                          |
| ------------------------ | --------- | ----------------- | ----------------------------------------------- | ---------------------------------------------------------- | ---------------------------------------------------------------- |
| Wi-Fi                    | 802.11aс  | WLAN              | до 1 Гбит/с                                     | до 300 м                                                   | 5 ГГц                                                            |
| Wi-Fi                    | 802.11b   | WLAN              | до 11 Мбит/с                                    | до 300 м                                                   | 2,4 ГГц                                                          |
| Wi-Fi                    | 802.11g   | WLAN              | до 54 Мбит/с                                    | до 300 м                                                   | 2,4 ГГц                                                          |
| Wi-Fi                    | 802.11n   | WLAN              | до 300 Мбит/с (в перспективе до 600 Мбит/с)     | до 300 м                                                   | 2,4—2,5 или 5,0 ГГц                                              |
| WiMax                    | 802.16d   | WMAN              | до 75 Мбит/с                                    | 25-80 км                                                   | 1,5—11 ГГц                                                       |
| WiMax                    | 802.16e   | Mobile WMAN       | до 40 Мбит/с                                    | 1—5 км                                                     | 2,33-13,6 ГГц                                                    |
| WiMax 2                  | 802.16m   | WMAN, Mobile WMAN | до 1 Гбит/с (WMAN), до 100 Мбит/с (Mobile WMAN) | 120—150 км (стандарт в разработке)                         | До 11 ГГц                                                        |
| Bluetooth v. 1.1         | 802.15.1  | WPAN              | до 1 Мбит/с                                     | до 10 м                                                    | 2,4 ГГц                                                          |
| Bluetooth v. 2.0         | 802.15.3  | WPAN              | до 2,1 Мбит/с                                   | до 100 м                                                   | 2,4 ГГц                                                          |
| Bluetooth v. 3.0         | 802.11    | WPAN              | от 3 до 24 Мбит/с                               | до 100 м                                                   | 2,4 ГГц                                                          |
| UWB                      | 802.15.3a | WPAN              | 110—480 Мбит/с                                  | до 10 м                                                    | 7,5 ГГц                                                          |
| ZigBee                   | 802.15.4  | WPAN              | от 20 до 250 кбит/с                             | 1—100 м                                                    | 2,4 ГГц (16 каналов), 915 МГц (10 каналов), 868 МГц (один канал) |
| Инфракрасная линия связи | IrDa      | WPAN              | до 15 Мбит/с                                    | от 5 до 50 сантиметров, односторонняя связь — до 10 метров | Инфракрасное излучение                                           |

WiMAX — это система дальнего действия, покрывающая километры пространства, которая обычно использует лицензированные спектры частот (хотя возможно и использование нелицензированных частот) для предоставления соединения с Интернетом типа точка-точка провайдером конечному пользователю. Разные стандарты семейства 802.16 обеспечивают разные виды доступа, от мобильного (схож с передачей данных с мобильных телефонов) до фиксированного (альтернатива проводному доступу, при котором беспроводное оборудование пользователя привязано к местоположению). При этом Wi-Fi — это система более короткого действия, обычно покрывающая десятки метров, которая использует нелицензированные диапазоны частот для обеспечения доступа к сети. Обычно Wi-Fi используется пользователями для доступа к их собственной локальной сети, которая может быть и не подключена к Интернету. Если WiMAX можно сравнить с мобильной связью, то Wi-Fi скорее похож на стационарный беспроводной телефон.
WiMAX и Wi-Fi имеют совершенно разный механизм Quality of Service (QoS). WiMAX использует механизм, основанный на установлении соединения между базовой станцией и устройством пользователя. Каждое соединение основано на специальном алгоритме планирования, который может гарантировать параметр QoS для каждого соединения. Wi-Fi, в свою очередь, использует механизм QoS подобный тому, что используется в Ethernet, при котором пакеты получают различный приоритет. Такой подход не гарантирует одинаковый QoS для каждого соединения. Из-за дешевизны и простоты установки, Wi-Fi часто используется для предоставления клиентам быстрого доступа в Интернет различными организациями. Например, во многих кафе, отелях, вокзалах и аэропортах можно обнаружить бесплатную для посетителей точку доступа Wi-Fi.

## Принцип работы

### Основные понятия
В общем виде WiMAX-сети состоят из следующих основных частей: базовых и абонентских станций, а также оборудования, связывающего базовые станции между собой, с поставщиком сервисов и с Интернетом.
Для соединения базовой станции с абонентской используется высокочастотный диапазон радиоволн от 1,5 до 11 ГГц. В идеальных условиях скорость обмена данными может достигать 70 Мбит/с, при этом не требуется обеспечения прямой видимости между базовой станцией и приёмником.
WiMAX применяется как для решения проблемы «последней мили», так и для предоставления доступа в сеть офисным и районным сетям.
Между базовыми станциями устанавливаются соединения (прямой видимости), использующие диапазон частот от 10 до 66 ГГц, скорость обмена данными может достигать 140 Мбит/c. При этом, по крайней мере одна базовая станция подключается к сети провайдера с использованием классических проводных соединений. Однако, чем большее число базовых станций подключено к сетям провайдера, тем выше скорость передачи данных и надёжность сети в целом.
Структура сетей семейства стандартов IEEE 802.16 имеет схожесть с традиционными GSM сетями (базовые станции действуют на расстояниях до десятков километров, для их установки не обязательно строить вышки — допускается установка на крышах домов при соблюдении условия прямой видимости между станциями).

### Канальный уровень
В Wi-Fi-сетях все пользовательские станции, которые хотят передать информацию через точку доступа, соревнуются за «внимание» последней. Такой подход может вызвать ситуацию, при которой связь для более удалённых станций будет постоянно обрываться в пользу более близких станций. Подобное положение вещей делает затруднительным использование таких сервисов, как Voice over IP (VoIP), которые очень сильно зависят от непрерывного соединения.
Что же касается сетей 802.16, в них MAC использует алгоритм планирования. Любой пользовательской станции стоит лишь подключиться к точке доступа, для неё будет создан выделенный слот на точке доступа, недоступный другим пользователям.

### Архитектура
WiMAX Forum разработал архитектуру, которая определяет множество аспектов работы WiMAX-сетей: взаимодействия с другими сетями, распределение сетевых адресов, аутентификация и других. Основные компоненты WiMAX-сети:
- SS/MS (the Subscriber Station/Mobile Station)
- ASN (the Access Service Network)[5]
- BS (Base station), базовая станция, часть ASN
- ASN-GW (the ASN Gateway), шлюз, часть ASN
- CSN (the Connectivity Service Network)
- HA (Home Agent, часть CSN)
- NAP (a Network Access Provider)
- NSP (a Network Service Provider)
- ASN (Access Service Network) — сеть доступа
- ASN Gateway предназначен для объединения трафика и сообщений сигнализации от базовых станций и дальнейшей их передачи в сеть CSN
- BS (Base Station) — базовая станция, основной задачей является установление, поддержание и разъединение радиосоединений, кроме того, выполняет обработку сигнализации, а также распределение ресурсов среди абонентов
- CSN (Connectivity Service Network) — сеть обеспечения услуг
- HA (Home Agent) — элемент сети, отвечающий за возможность роуминга, кроме того, обеспечивает обмен данными между сетями различных операторов.[6]

Архитектура сетей WiMax не привязана к какой-либо определённой конфигурации, обладает высокой гибкостью и масштабируемостью.